# Neomyia viridifrons
Neomyia viridifrons är en tvåvingeart som först beskrevs av Macquart 1843.  Neomyia viridifrons ingår i släktet Neomyia och familjen husflugor. Inga underarter finns listade i Catalogue of Life.